# Cordia correae
Cordia correae, ugrožena biljna vrsta iz Paname i Kostarike. Pripada porodici Cordiaceae. 
Zimzeleno manje drvo ili grm naraste od 4 do 8 metara visine